# Lelouch Vi Britannia
Lelouch vi Britannia (ルルーシュヴィ・ブリタニア?, Rurūshu vui Buritania) è un personaggio immaginario, protagonista della serie televisiva anime Code Geass: Lelouch of the Rebellion, ideata dallo sceneggiatore Ichirō Ōkōchi e sviluppato graficamente dal gruppo di mangaka CLAMP. Nella serie, Lelouch è il 17esimo in linea di successione del Sacro Impero di Britannia, esiliato dal suo paese in Giappone, dove nasconde la sua vera identità sotto il nome di Lelouch Lamperouge (ルルーシュ・ランペルージ?, Rurūshu Ranperūji). Ottiene il Geass dalla strega C.C. e, sfruttando questo potere e la sua intelligenza fuori dal comune, diventa il leader di un movimento di resistenza conosciuto come Ordine dei Cavalieri Neri sotto le spoglie del suo alter ego Zero (ゼロ?), con lo scopo di distruggere Britannia.
Lelouch appare come protagonista anche in molti degli adattamenti manga derivati dall'anime: Code Geass: Lelouch of the Rebellion, Suzaku of the Counterattack, Nightmare of Nunnally e Bakumatsu Ibun Roku - Code Geass - Hangyaku no Lelouch. Nonostante gli eventi delle serie siano in alcuni casi alternativi a quelli dell'anime originario e in altri con un'ambientazione totalmente differente, Lelouch mantiene le stesse caratteristiche e personalità.
Il personaggio di Lelouch è stato riconosciuto come uno dei più amati nel panorama dell'animazione nipponica durante gli anni di trasmissione dell'anime Code Geass, apparendo in testa a molti sondaggi di popolarità. La critica specializzata lo ha descritto come un personaggio interessante, dal momento che, nonostante desideri, distruggere l'Impero usando metodi violenti, mantiene forti legami che lo rendono una figura con cui simpatizzare.

## Creazione e sviluppo
Lo sceneggiatore Ichirō Ōkouchi, in seguito allo spostamento della messa in onda della serie alla fascia notturna, decise di creare un protagonista diverso dal tipico eroe per ragazzi, e pensò a Lelouch come un personaggio che avesse anche un lato malvagio Il regista Gorō Taniguchi richiese che Lelouch e gli altri personaggi della serie fossero delle figure con sex appeal, motivo per il quale scelse di rivolgersi al gruppo di mangaka CLAMP, conosciute per i loro design affascinanti, per curarne il character design.
Nelle prime fasi, le mangaka e lo staff di Sunrise avevano discusso una serie di possibili fonti d'ispirazione per i personaggi, tra cui i gruppi musicali KinKi Kids e Tackey & Tsubasa. Mokona delle CLAMP ha riferito che la Ōkawa le consigliò di trattare Lelouch e Suzaku come una coppia di idol di sesso maschile, e che ha consolidato il loro design a partire da questa considerazione. Sebbene le fosse stato detto che Lelouch doveva essere un "principe nero", ella riteneva che, essendo quello il personaggio protagonista, dovesse necessariamente avere una componente "cortese", perciò pensava che la sua personalità sarebbe stata sorprendentemente docile. Si chiedeva se al contrario Suzaku, pur mostrando un aspetto da bravo ragazzo, non fosse il contrario, e per mettere i due personaggi in contrasto nel design a Lelouch ha disegnato i capelli lisci, all'altro ricci. Ōkawa ha affermato di aver immaginato Lelouch come un personaggio che tutti potessero identificare come "fico", una vera e propria "bellezza".
L'alter ego di Lelouch, Zero, fu uno dei primi personaggi a essere sviluppato. Ōkōchi si assicurò che gli fosse assegnata una maschera, ritenendo che l'oggetto fosse necessario all'interno di una serie della Sunrise, mentre le CLAMP fecero in modo di realizzarne una con design unico, soprannominata "tulipano" per via della sua forma caratteristica.

### Doppiaggio
Il doppiaggio del personaggio venne affidato a Jun Fukuyama. L'attore affermò di essersi raffigurato Lelouch come un individuo sempre pronto ad agire, e questo, probabilmente, lo aiutò ad afferrare subito il personaggio e a vincere l'audizione. Durante le fasi iniziali delle registrazioni il regista Taniguchi e i direttori del suono Uragami e Izawa lo spronarono a "getta[re] il Jun Fukuyama che sei stato fino ad oggi e diventa[re] un demonio!", per ottenere la performance desiderata e richiedergli il massimo impegno. Per la sua interpretazione, Fukuyama vinse il premio come "migliore attore in un ruolo da protagonista" alla prima cerimonia dei Seiyū Awards nel 2007 e venne premiato al Tokyo International Anime Fair nella categoria "miglior doppiatore". Nelle scene da bambino è doppiato da Sayaka Ōhara.
Per la voce italiana fu scelto Massimiliano Alto. Nonostante egli stesso ammise di non avere una voce paragonabile a quella di Fukuyama, ha raccontato che per lui interpretare Lelouch fu piacevole e appagante: «è un personaggio così tormentato, al limite quasi dell'incomprensione. [...] È un personaggio divertente perché sofferto». Nelle scene da bambino è doppiato da Manuel Meli.

## Storia

### Code Geass: Lelouch of the Rebellion
Lelouch vi Britannia nasce il 5 dicembre 2000 dall'imperatore Charles zi Britannia e da una delle sue mogli, Marianne vi Britannia, e diviene l'undicesimo principe di Britannia e diciassettesimo in linea di successione al trono imperiale. All'età di dieci anni, in seguito all'assassinio della madre, un evento che lascia la sorellina Nunnally cieca e paraplegica, rinuncia al suo diritto al trono e viene esiliato assieme a Nunnally come ostaggio diplomatico in Giappone. Qui conosce per la prima volta Suzaku Kururugi, con il quale stringe un profondo rapporto di amicizia. Quando però l'Impero di Britannia invade e conquista il Giappone, che perde ogni sovranità e viene denominato Area 11, Lelouch e Nunnally sono costretti a separarsi da Suzaku e a cambiare il loro cognome in Lamperouge. Vivono da allora sotto la protezione della famiglia britanna degli Ashford, in un appartamento dell'omonima scuola.
Cresciuto, Lelouch è un ragazzo dalla spiccata intelligenza, allievo dell'Istituto Ashford e Vice Presidente del Consiglio studentesco. Un giorno, si ritrova accidentalmente intrappolato all'interno di un camion dirottato da un gruppo di resistenza giapponese, che trasporta una misteriosa capsula rubata all'esercito imperiale. Quando i militari entrano in azione per recuperare l'oggetto, Lelouch rivede l'amico d'infanzia Suzaku, arruolatosi nell'esercito imperiale come Britanno onorario; insieme a lui scopre che la capsula contiene una ragazza, C.C., in realtà una strega immortale. Ella dona a Lelouch il potere del Geass, che gli permette di far sì che le persone obbediscano ai suoi ordini guardandolo negli occhi. Con questo potere dalla sua parte, il Principe rinnegato inizia la sua personale ribellione contro l'Impero britanno, per scoprire la verità sulla morte della madre, vendicarla e uccidere il padre, e per realizzare una promessa fatta a Nunnally, che ha espresso il desiderio di un mondo gentile e privo di ingiustizie. Assunta l'identità di Zero, fonda un gruppo di ribelli di cui prende il comando, l'Ordine dei Cavalieri Neri, e sfida apertamente la Britannia, uccidendo il fratellastro e Governatore dell'Area 11 Clovis e dando il via ad una guerriglia e una serie di efficaci sabotaggi contro l'esercito che gli fanno guadagnare consensi tra la popolazione sottomessa.
Il punto di svolta nella ribellione avviene durante l'inaugurazione della Zona ad Amministrazione Speciale giapponese, un progetto portato avanti dal nuovo governatore Euphemia Li Britannia per restituire ai giapponesi una porzione del loro territorio e della loro sovranità. A causa di un incidente, Lelouch impartisce ad Euphemia l'ordine di uccidere tutti i giapponesi presenti all'inaugurazione della Zona ad Amministrazione Speciale ed è così costretto a malincuore ad ucciderla, decidendo di sfruttare l'incidente come strumento per incanalare l'odio dei giapponesi nei contronti dell'impero e avviare la Black Rebellion su scala nazionale. L'offensiva si rivela efficace, ma, quando Lelouch scopre che Nunnally è stata rapita, abbandona la battaglia lasciando le sue forze impotenti contro il meglio organizzato esercito britanno. Giunto all'isola di Kaminem alla ricerca di Nunnally, Lelouch viene ostacolato da Suzaku, il quale con un proiettile smaschera il leader dei Cavalieri Neri.

### Code Geass: Lelouch of the Rebellion R2
Un anno dopo la Black Rebellion, Lelouch è un normale studente dell'Istituto Ashford, che non ricorda di essere Zero, di possedere il Geass e di avere Nunnally come sorella. In seguito alla sua cattura da parte di Suzaku, infatti, l'Imperatore gli ha cancellato la memoria, soppiantandola con ricordi artificiali, e contraffatto quella che ognuno, all'Istituto Ashford, aveva di Nunnally; il posto della ragazzina è stato preso da Rolo, un utilizzatore di Geass al servizio della Britannia che si occupa di monitorare i movimenti del giovane. I membri dell'Ordine dei Cavalieri Neri che conoscono la vera identità di Zero, però, approfittano di una visita di Lelouch alla Babel Tower per riportarlo dalla loro parte e, grazie all'intervento di C.C., che rompe il sigillo dell'Imperatore, il Principe rinnegato recupera i suoi ricordi e torna ad essere Zero.
Quando Nunnally viene nominata Governatore del Giappone e annuncia il proprio desiderio di ristabilire la Zona ad Amministrazione Speciale giapponese, Lelouch escogita un piano per far estradare legalmente l'Ordine dei Cavalieri Neri. Il gruppo si rifugia nella Federazione Cinese, dove Lelouch intraprende azioni militari e diplomatiche per creare una forza che possa rivaleggiare con la Britannia. Prende così forma l'Alleanza degli Stati Uniti — formata da buona parte di Asia, Africa ed Europa — la cui prima risoluzione è la liberazione del Giappone dalla Britannia. Prima che si scateni la guerra, Lelouch chiede a Suzaku di proteggere Nunnally, ma in cambio è costretto a rivelargli di essere Zero. Durante l'attacco dei Cavalieri Neri a Tokyo, il Geass imposto da Lelouch su Suzaku tempo prima, di sopravviere a qualunque costo, porta però il ragazzo a detonare la testata atomica F.L.E.J.A., che distrugge buona parte di Tokyo e uccide apparentemente anche Nunnally.
Facendo leva sull'esito disastroso della battaglia e rivelando loro la verità di Zero, Principe di Britannia, e del suo Geass, Schneizel el Britannia convince alcuni membri dell'Ordine dei Cavalieri Neri a consegnare il loro leader in cambio della liberazione pacifica del Giappone. Lelouch viene però salvato dall'intervento di Rolo, che si sacrifica per lui, e decide quindi di recarsi personalmente dal padre, l'Imperatore Charles zi Britannia, per sconfiggerlo una volta per tutte. L'uomo si è impossessato del Code del fratello V.V. divenendo immortale; Lelouch decide perciò di intrappolarsi insieme a lui nella Spada di Akasha, una sorta di inconscio collettivo, facendone esplodere l'entrata. Qui il ragazzo rivede anche la madre, Marianne vi Britannia, il cui spirito, rimasto vivo all'interno del corpo di Anya Alstreim, prende forma solo in questo posto. Scopre infine l'intento dei suoi genitori, i quali per creare un mondo ideale, in cui tutte le individualità siano fuse all'interno di in un'unica entità, hanno sacrificato il destino dei figli. Lelouch scopre che l'assassinio della madre avvenne per mano di V.V., il quale vedeva Marianne come la responsabile del tradimento di Charles, che infranse la promessa che si erano fatti da piccoli; a Nunnally, coinvolta nell'omicidio, vennero ferite irrimediabilmente le gambe per volere dello zio, mentre il padre le impose, con il Geass, la cecità, perché la versione dei fatti della bambina fosse inattendibile. Convinto dell'irrealizzabilità del progetto e profondamente dispiaciuto, Lelouch usa il Geass per ordinare all'inconscio collettivo di desiderare che il tempo non si fermi, riuscendo così a far scomparire i genitori.
Lelouch si autoproclama Novantanovesimo Imperatore di Britannia e nomina Suzaku suo cavaliere personale per mettere in atto il loro piano finale: lo Zero Requiem. Schieratosi contro e sottomessi la Federazione delle Nazioni Unite, l'Ordine dei Cavalieri Neri e il suo fratellastro Schneizel, il quale aveva assunto il comando dei ribelli e a cui si era aggiunta anche Nunnally, sopravvissuta all'incidente, Lelouch assurge quindi a padrone del mondo, ma attira il malcontento e l'odio di tutti. Due mesi dopo, durante l'esecuzione pubblica dei capi dei Cavalieri Neri e degli Stati Uniti, Suzaku, ufficialmente morto e invece travestito da Zero, interrompe la parata e colpisce a morte l'Imperatore, liberando il mondo dall'oppressione e portando infine a compimento il loro piano. Toccando la mano del fratello, Nunnally scopre infine quale fosse il suo piano.

### Code Geass: Akito the Exiled
Nella serie OAV Code Geass: Akito the Exiled, ambientata nell'ntervallo di tempo tra Lelouch of the Rebellion e R2, Lelouch compare come Julius Kingsley (ジュリアス・キングスレイ?, Juriasu Kingusurei), ed è un fiducioso e arrogante consulente militare incaricato della pianificazione operativa del fronte orientale militare di Euro Britannia, in guerra con l'Unione delle Repubbliche di Europia. Si scopre che questa personalità e questo incarico gli sono stati imposti dal Geass dell'Imperatore, che ne ha bloccato i ricordi originali e il proprio Geass.

### Code Geass: Lelouch of the Re;surrection
Nel film Code Geass: Lelouch of the Re;surrection C.C. risveglia il corpo di Lelouch, ritrovatosi privo di memoria, e si prende cura di lui prima che il giovane riesca a recuperare, nel mondo di C, il proprio spirito e con esso i suoi ricordi. Infine i due partono insieme verso una nuova meta.
Code Geass: Rozè of the Recapture
Nella serie animata del 2024, Lelouch dona il suo Geass alla principessa del Giappone, probabilmente prevedendo che sarebbe riuscita a salvare il mondo grazie al suo utilizzo. Comunque, la serie segue Lelouch of the Re;surrection, seguito dei film, che mostrano un mondo alternativo a quello delle prime due serie animate. 

## Descrizione
Lelouch è un giovane britanno di 17 anni, 18 nella seconda stagione, che frequenta l'Istituto Ashford, dove fa parte, in qualità di vicepresidente, del consiglio studentesco. Dotato di un'intelligenza prodigiosa, è in grado di ideare e di eseguire strategie con incredibili velocità e precisione; è anche un brillante giocatore di scacchi. È negato, invece, nello sport. Prima di incontrare C.C., egli viveva annoiato: il mondo, marcio, non cambiava mai; per sfuggire dalla sua condizione, Lelouch giocava addirittura d'azzardo. Il protagonista riceve da C.C. il potere del Geass, che gli permette di impartire comandi alle persone tramite il semplice contatto visivo, provocando un effetto simile a quello dell'ipnosi. Il sigillo rosso del Geass si manifesta nell'occhio sinistro di Lelouch ogni volta che questo usa il suo potere. Inizialmente il ragazzo attiva il Geass di sua spontanea volontà, ma ne perde lentamente il controllo, e il sigillo rimane sempre visibile nel suo occhio.
Principe rinnegato di Britannia, Lelouch rigetta il darwinismo sociale propugnato dal Sacro Impero britanno, un'ideologia secondo cui il forte domina e opprime il debole. Peraltro, la persona a cui tiene maggiormente, sua sorella Nunnally, è divenuta cieca e paraplegica in seguito a un dramma vissuto da bambina, e in una simile visione del mondo sarebbe irrimediabilmente perduta. Questo, unito al rancore covato verso il padre, l'Imperatore britanno Charles Zi Britannia, che non aveva protetto la madre uccisa di Lelouch, Marianne, e che ha usato lui e sua sorella come pedine politiche abbandonandoli in Giappone, portano il protagonista a coltivare un disprezzo profondo nei confronti della Britannia e a desiderare di vederla distrutta.
Lelouch sfrutta il suo potere, la propria intelligenza fuori dal comune e diventa il carismatico leader di un movimento di resistenza giapponese conosciuto come Ordine dei Cavalieri Neri, indossando una maschera per assumere l'identità di Zero, diventando un temuto terrorista per la Britannia. Considera gli alleati pedine, neppure loro conoscono la sua identità e i suoi piani. Lelouch mente addirittura a Nunnally. Usa qualsiasi metodo per raggiungere i suoi scopi, dimostrandosi anche spietato, e ciò lo pone totalmente in contrasto con l'amico d'infanzia Suzaku, il quale critica i modi di agire di Zero, nonostante anch'egli voglia cambiare la Britannia.

## Accoglienza
Il personaggio di Lelouch è stato accolto positivamente dal pubblico, comparendo in numerosi sondaggi di popolarità. Per tre anni consecutivi, dal 2006 al 2008, Lelouch è stato scelto dai lettori della rivista giapponese Animage come miglior personaggio anime dell'anno, vincendo il prestigioso Anime Grand Prix. Newtype lo ha eletto miglior personaggio anime del decennio. IGN lo ha inserito nella lista dei migliori personaggi anime di tutti i tempi: nella classifica stilata nel 2009 da Chris Mackenzie ricopre la ventitreesima posizione, e in quella del 2014 di Ramsey Isler la diciottesima.
La critica ha descritto Lelouch come un personaggio coinvolgente, dal momento che, nonostante voglia distruggere l'impero usando metodi violenti, mantiene forti legami che lo rendono un soggetto con cui simpatizzare. Da Anime News Network, Carl Kimlinger ha detto che Lelouch è "difficile da piacere" per la sua personalità narcisistica, ma il legame con Nunnally e i suoi amici rimediano; concorde, Bamboo Dong ha giudicato il protagonista di Code Geass un personaggio interessante da vedere; Gia Manry, invece, ha classificato Lelouch e Suzaku terzi fra i migliori "amici-nemici" di anime, visto che la loro amicizia si sfascia a causa della rivalità.
Kevin Leathers di UK Anime Network ha goduto della personalità di Lelouch, di come il suo personaggio freddo abbia reso la serie "rinfrescante" rispetto ad altri anime di genere mecha. Danielle Van Gorder di Mania Entertainment ha dato il giudizio più positivo grazie alle differenze che Lelouch presenta rispetto alla maggior parte dei protagonisti di anime, e per come la sua doppia vita, vissuta nei panni di Zero e in quelli dello studente, si veda attraverso la serie. La doppia vita di Lelouch è stata elogiata anche per come il cambiamento differenzi il tono della serie, che passa da una commedia scolastica a uno spettacolo d'azione. Ramsey Isler, da IGN, l'ha trovata piuttosto comica, come quando in un episodio, dopo un breve prologo che parla del ruolo di Zero, vediamo Lelouch, spesso assente in classe, recuperare i compiti a scuola. Chris Beveridge ha elogiato le azioni dell'Imperatore Lelouch, descrivendo «il classico punto di vista dell'uomo pieno di potere ma con buone ragioni», poiché le azioni pericolose compiute dal personaggio sono motivate da un bene superiore. Beveridge ha anche commentato la rivalità vista in tutta la serie con Schneizel e quella straziante con Nunnally.